# Викрадачі діамантів
«Викрадачі діамантів» (фр. Les voleurs de diamants) — пригодницький роман французького письменника Луї Буссенара, написаний у 1883 році.

## Сюжет
Троє французів — Олександр Шоні, Альбер де Вильрож і Жозеф (молочний брат Альбера) — відправляються у Південну Африку на пошуки скарбів. Про скарби також дізнається банда грабіжників-буров та їх спільники на чолі з авантюристом Семом Смітом. Подолавши чимало небезпек, відважні французи разом зі своїми туземними провідниками — мисливцем-бушменом, кафром Зугой і зулусом Могопо — виходять переможцями в сутичці зі злочинцями, знайшовши загублений скарб.
У романі велику увагу приділено докладному опису дикої африканської природи, детально описані колоритні побутові сценки з життя робітників діамантових копалень, білих поселенців і місцевих племен.